# Paola (Malta)
Paola (auch: Pawla oder Paula, maltesisch meist Raħal Ġdid – „neue Stadt“ genannt) ist eine Stadt im Osten Maltas.
Paola liegt südlich von Valletta und in unmittelbarer Nähe von Tarxien.

## Geschichte

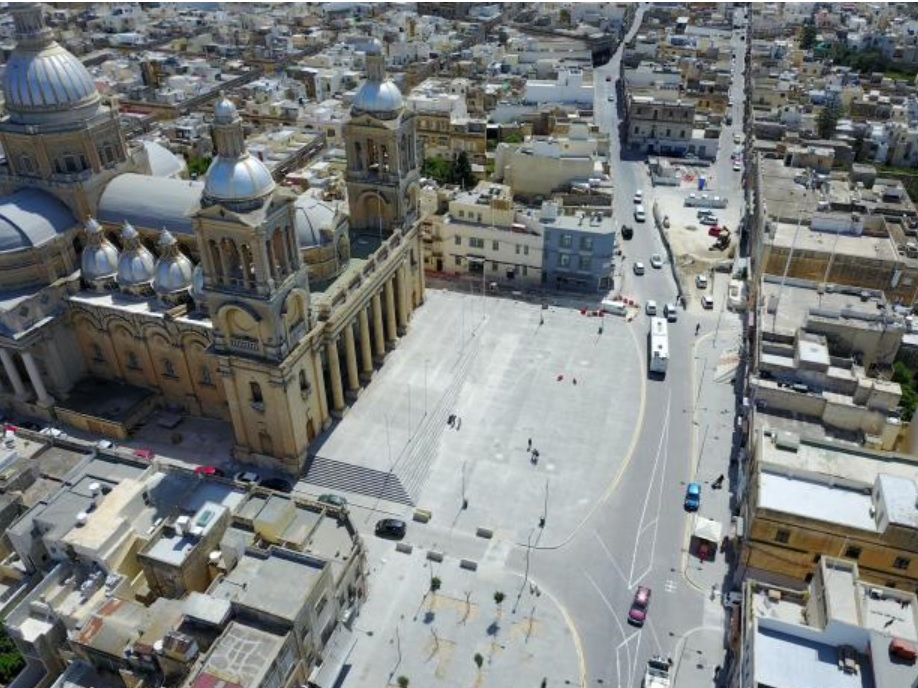
Platz vor der Christ-Königs-Pfarrkirche

Die Stadt wurde 1626 von den Johanniterrittern gegründet. Nach deren Großmeister Antoine de Paule hat der Ort seinen Namen. Bis ins späte 19. Jahrhundert war Paola nur ein kleiner Ort, wuchs aber dann als Wohngebiet für die Arbeiter der in der Nähe befindlichen Werften.

## Sehenswürdigkeiten
- Kirche St. Ubaldesca (unter dem Patrozinium der hl. Ubaldesca Taccini)
- Pfarrkirche Christ König, in neoklassizistischen Formen im 20. Jahrhundert erbaut, größte Kirche Maltas
- Hypogäum von Ħal-Saflieni
- Großer Friedhof an der Stadtgrenze

## Sport
Der Fußballverein Hibernians Football Club gilt als einer der erfolgreichsten maltesischen Fußballvereine und gewann bislang 24 nationale Titel. Das vereinseigene Stadion Hibernians Football Ground ist mit bis zu 8.000 Plätzen die zweitgrößte Arena auf Malta.

## Städtepartnerschaft
Mit der italienischen Gemeinde Calcinaia in der Toskana besteht ein Freundschaftsabkommen.

## Söhne und Töchter
- Paul Boffa (1890–1962), Politiker, Premierminister Maltas
- Eddie Theobald (1940–2010), Fußballspieler
- Mario Muscat (* 1976), Fußballspieler
- Konrad Mizzi (* 1977), Politiker